# Road Trips Volume 4 Number 4
Road Trips Volume 4 Number 4 je koncertní album skupiny Grateful Dead. Většina skladeb pochází z 6. dubna 1982, několik potom z 5. dubna téhož roku. Album vyšlo 1. srpna 2011 u Grateful Dead Records. Album skupina nahrála v aréně Spectrum ve Filadelfii.

## Seznam skladeb
| Disk 1 | Disk 1             | Disk 1                       | Disk 1 |
| Pořadí | Název              | Autor                        | Délka  |
| ------ | ------------------ | ---------------------------- | ------ |
| 1.     | Cold Rain and Snow | trad., arr. by Grateful Dead | 6:05   |
| 2.     | Promised Land      | Berry                        | 5:22   |
| 3.     | Candyman           | Garcia, Hunter               | 6:28   |
| 4.     | See See Rider      | trad., arr. by Grateful Dead | 8:49   |
| 5.     | Brown-Eyed Women   | Garcia, Hunter               | 5:36   |
| 6.     | Mama Tried         | Haggard                      | 2:24   |
| 7.     | Mexicali Blues     | Weir, Barlow                 | 4:50   |
| 8.     | Big Railroad Blues | Lewis                        | 4:01   |
| 9.     | Looks Like Rain    | Weir, Barlow                 | 8:50   |
| 10.    | Jack Monroe        | trad., arr. by Grateful Dead | 4:55   |
| 11.    | It's All Over Now  | B. Womack, S. Womack         | 6:59   |
| 12.    | Might As Well      | Garcia, Hunter               | 4:24   |

| Disk 2 | Disk 2                   | Disk 2                       | Disk 2 |
| Pořadí | Název                    | Autor                        | Délka  |
| ------ | ------------------------ | ---------------------------- | ------ |
| 1.     | Shakedown Street         | Garcia, Hunter               | 13:16  |
| 2.     | Lost Sailor              | Weir, Barlow                 | 6:20   |
| 3.     | Saint of Circumstance    | Weir, Barlow                 | 6:32   |
| 4.     | Terrapin Station         | Garcia, Hunter               | 11:58  |
| 5.     | Rhythm Devils            | Hart, Kreutzmann             | 12:07  |
| 6.     | Space                    | Garcia, Lesh, Weir           | 8:49   |
| 7.     | Deep Elm Blues           | trad., arr. by Grateful Dead | 6:02   |
| 8.     | Althea                   | Garcia, Hunter               | 8:26   |
| 9.     | Man Smart, Woman Smarter | Norman Span                  | 5:51   |

| Disk 3         | Disk 3                       | Disk 3                     | Disk 3 |
| Pořadí         | Název                        | Autor                      | Délka  |
| -------------- | ---------------------------- | -------------------------- | ------ |
| 1.             | Truckin'                     | Garcia, Lesh, Weir, Hunter | 6:42   |
| 2.             | The Other One                | Weir, Kreutzmann           | 2:11   |
| 3.             | Morning Dew                  | Dobson, Rose               | 12:09  |
| 4.             | Sugar Magnolia               | Weir, Hunter               | 8:52   |
| 5.             | It's All Over Now, Baby Blue | Dylan                      | 7:30   |
| 6.             | Bertha                       | Garcia, Hunter             | 6:44   |
| 7.             | Playing in the Band          | Weir, Hart, Hunter         | 12:24  |
| 8.             | Ship of Fools                | Garcia, Hunter             | 7:46   |
| 9.             | Playing in the Band          | Weir, Hart, Hunter         | 10:06  |
| Celková délka: | Celková délka:               | Celková délka:             | 222:42 |

## Sestava
- Jerry Garcia – sólová kytara, zpěv
- Bob Weir – rytmická kytara, zpěv
- Phil Lesh – basová kytara
- Mickey Hart – bicí
- Bill Kreutzmann – bicí
- Brent Mydland – klávesy, zpěv